# 명사회

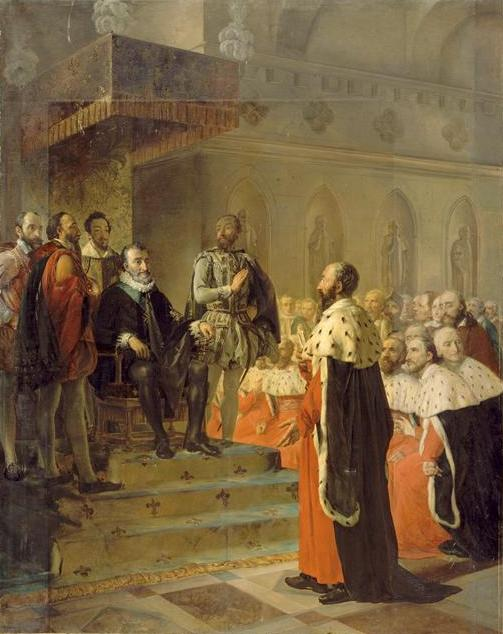
1506년 루앙에서 열린 명사회 모습

명사회(프랑스어: Assemblée des notables)는 국왕의 자문에 의해 중요 의제를 논의하는 자리로, 발루아 왕조에서 부르봉 왕조까지 프랑스 왕국에 존재한 자문 모임이다. 명사회 위원은 귀족과 로마 가톨릭교회 고위 성직자들로 구성되었다. 마지막으로 명사회가 개최되었던 시기는 루이 16세에 의해 소집었던 1787년 및 1788년이다. 이 두차례의 명사회에서 논의된 주요 의제는 극도로 악화된 경제난 회복과 세제개혁이었다.
1787년 2월에 개최된 명사회는 160년 만에 소집된것으로, 이때 재무장관 칼론은 그동안 면세 특혜를 받아온 귀족과 성직자들에게도 징세가 필요하다고 세제 개혁안을 제안하였으나 거부당했다. 1788년에 열린 명사회에서도 재무장관 네케르가 경제난국 타결을 위해 동일한 세제개혁안을 상정했다. 그러나 면세 특혜등 기득권을 유지하고자 했던 성직자와 귀족들로 구성된 명사회 위원들은 이를 부결시켰다. 명사회 위원들은 삼부회 개최를 주장했고 1789년 5월에 삼부회가 개최되면서 프랑스 혁명이 시작되고 말았다.

## 개요
국왕은 이 회의를 소집함에 있어 왕족, 귀족, 주교, 판사, 그리고 경우에 따라서는 지방 정부의 관료를 나열하여 소집된 명사에 대해 자문하는 의제를 준다. 회의는 의제에 대해 논박하며, 소집 인물로 나와 있는 것 자체가 영광이었기 때문에, 기본적으로 주제에 대한 반대 의견을 표명하는 자리가 아니라 부대 의견을 표명하는 정도였다.
국왕은 이 회의에서 자문을 받고, 국정에 대한 중요한 영향이 있는 안건을 국민의 대표자에 의해 논의를 거쳐 법으로 만들고, 국내의 발의였지만, 주로 새로운 세금을 정하거나 승인을 위해 사용되었다.
마지막 개최되었던 명사회는 루이 16세에 의해 소집된 1787년 및 1788년이다. 1787년 2월 22일에 개최된 명사회는 재무부 장관 칼론의 요청에 의해 파산 일보직전에 있었던 국가 재정을 살리기 위해 인지세와 토지세의 승인을 받기 위해 약 160년 만에 소집되었다.그러나 이 회의에서는 많은 토지를 소유한 귀족이나 로마 가톨릭교회 성직자와 같은 특권 계급에 대한 과세로 이어지는 세금의 신설을 논의했기 때문에, 명사회의 대다수는 이것에 반대했고, 새로운 채권 발행을 승인하거나, 곡물 거래 자유화 등만 승인하고 5월에 마감되었다. 또한 새로운 세금 증액은 삼부회를 열어 논의해야한다는 의견이 나오게 되었다. 결국 명사회의 소집에 대한 이점이 없어졌기 때문에, 프랑스 혁명의 진전을 가져오게 되었다. 세제개편안 때문에 칼론은 정적들로부터 공격을 받았으며, 1787년 4월 8일에 해임되었다. 칼론의 후임으로는 툴루즈 대주교인 브리엔이 임명되었다.

## 개최
- 1470년 6월, 투르
- 1506년 5월, 투르
- 1527년 12월, 파리
- 1558년 1월, 파리
- 1560년 8월, 퐁텐 블루
- 1575년 7월, 파리
- 1583년 1월, 생제르맹앙레
- 1596년 11월, 루앙
- 1617년 12월, 파리
- 1625년 9월, 퐁텐 블루
- 1626년 12월, 파리
- 1787년 2월, 베르사유
- 1788년 11월, 베르사유

## 같이 보기
- 삼부회

## 참고 도서
- Collins, James; The State in Early Modern France. New York: Cambridge University Press 1995.
- Mousnier, Roland; The Institutions of France under the Absolute Monarchy 1598-1789, Volume II: The Organs of State & Society. Chicago: University of Chicago Press 1979.
- Sutherland, N.M.; Henry IV of France and The Politics of Religion. London: Intellect Books 2004.
- Baumgartner, Frederic; France in the Sixteenth Century. New York: St. Martin's Press 1995.
- Lefebvre, Georges; The French Revolution, Volume I: From its Origins to 1793. New York: Columbia University Press 1962.